# Молина, Хуан Рамон
Хуан Рамон Молина (исп. Juan Ramón Molina; 17 апреля 1875, Комаягуэле, Гондурас — 2 ноября 1908, Сан-Сальвадор) — гондурасский писатель
, поэт, журналист, политик. Основоположник модернизма в литературе Гондураса, один из видных представителей модернизма в испаноязычной литературе.

## Биография
Стихи начал писать со школьных лет. Посетил Испанию, где сотрудничал с недавно основанной газетой «ABC» в Мадриде, а также различные страны Южной Америки. Сотрудничал со СМИ ряда латиноамериканских стран.
Вступил в либеральную партию, выдвинувшую генерала Теренсио Сьерру на пост президента Гондураса на период 1899—1903 годов. Написал ряд статей, выступал с пылкими речами, учитывая его интеллектуальные способности президент Поликарпо Бонилья назначил его заместителем министра развития и общественных работ. Получил звание подполковника. Вскоре подал заявление об отставке и вернулся к своей любимой деятельности, журналистике, аргументировав свою отставку тем, что хочет создать независимую газету, а его присутствие в правительственном кабинете является мощным препятствием для беспристрастности при оценке политических и экономических вопросов государства.
После либеральной революции, стремившейся свергнуть генерала Бонилью и его правительство, у Молины не было другого выбора, кроме как эмигрировать в Сальвадор, где через два года он умер в полной нищете.

## Творчество
Творил под влиянием никарагуанского поэта Рубена Дарио.
В стихах и рассказах, составивших книгу «Земли, моря и небеса» (1911, посмертно), осуждает политику США. Автор лирических стихов.
По мнению специалистов, Молина был тщеславным, высокомерным, самонадеянным и словесно агрессивным, поэтому в недолгой жизни поэта было много ситуаций или разногласий из-за его темперамента. Его описывали, как раздражительного и импульсивного до такой степени, что упоминали о драках и неловких поступках, таких как его пристрастие к алкоголю, что имело серьёзные последствия, из-за которых он оказался в тюрьме.